# Tomaspis nolckeni
Tomaspis nolckeni är en insektsart som beskrevs av Fowler 1896. Tomaspis nolckeni ingår i släktet Tomaspis och familjen spottstritar. Inga underarter finns listade i Catalogue of Life.